# Киров (Южная Осетия)
Киров (осет. Къуыдар, Къиров) — село в Закавказье, расположено в Дзауском районе Южной Осетии, фактически контролирующей село; согласно юрисдикции Грузии — в Онском муниципалитете.
Центр Кировской сельской администрации в РЮО.

## География
Село расположено на правом берегу реки Джоджора (Стырдон), в 2,5 км к северо-востоку от города Квайса и в 1 км к северо-западу от села Начрепа.

## История
В 1951 году указом ПВС ГрузССР центр Кировского сельсовета село Лесори переименовано в Киров.

## Население
В 1987 году в селе Киров проживало 480 человек. По переписи 2015 года численность населения с. Киров составила 92 жителя.

## Топографические карты
- Лист карты K-38-52 Джава. Масштаб: 1 : 100 000. Состояние местности на 1987 год. Издание 1989 г.